# Гідротермальні мінерали
Гідротермальні мінерали — мінерали, що утворюються з осадів гарячих водних (гідротермальних) розчинів які циркулюють в надрах Землі.
За складом цінних компонентів виділяють такі гідротермальні мінерали:
- сульфідні, що формують род. руд міді, цинку, свинцю, молібдену, бісмуту, нікелю, кобальту та ін.;

- оксидні — типові для род. руд заліза, вольфраму, танталу, ніобію, олова, урану;

- карбонатні — властиві деяким род. руд заліза і марганцю;

- самородні — для золота і срібла;

- силікатні, які утворюють родовища неметалічних корисних копалин (азбест, слюди) і деяких род. руд рідкісних металів (берилій, літій, торій, рідкісноземельні елементи).

## Приклади гідротермальних мінералів
Ліліаніт, Йорданіт, Ґетит, Рубін, Родохрозит, Самородний бісмут, Травертин.